# Liste der Bodendenkmale im Landkreis Oldenburg

Landkreis Oldenburg

In der Liste der Bodendenkmale im Landkreis Oldenburg sind die Bodendenkmale im Landkreis Oldenburg aufgeführt. Die Quelle ist der Denkmalatlas Niedersachsen. Die Angaben in den einzelnen Listen ersetzen nicht die rechtsverbindliche Auskunft der zuständigen Denkmalschutzbehörde.
| Bild | Gemeinde         | Bodendenkmalliste                           | Wappen | Lage | Ortsteile |
| ---- | ---------------- | ------------------------------------------- | ------ | ---- | --- |
|      | Beckeln          | siehe Ortsteile                             |        |      | - Brammer - Beckeln - Groß Köhren, Holzhausen, Ilake - Klein Köhren - Ortbrock, Ohe, Sürstedt                                                            |
|      | Colnrade         | Keine Bodendenkmale ausgewiesen             |        |      | |
|      | Dötlingen        | Liste der Bodendenkmale in Dötlingen        |        |      | |
|      | Dünsen           | Liste der Bodendenkmale in Dünsen           |        |      | |
|      | Ganderkesee      | Liste der Bodendenkmale in Ganderkesee      |        |      | |
|      | Groß Ippener     | Liste der Bodendenkmale in Groß Ippener     |        |      | |
|      | Großenkneten     | Liste der Bodendenkmale in Großenkneten     |        |      | |
|      | Harpstedt        | Liste der Bodendenkmale in Harpstedt        |        |      | |
|      | Hatten           | Liste der Bodendenkmale in Hatten           |        |      | |
|      | Hude (Oldenburg) | Liste der Bodendenkmale in Hude (Oldenburg) |        |      | |
|      | Kirchseelte      | Liste der Bodendenkmale in Kirchseelte      |        |      | |
|      | Prinzhöfte       | Siehe Ortsteile                             |        |      | - Horstedt - Hölscher Holz - Klein Henstedt - Prinzhöfte - Schulenberg, Simmerhausen, Stiftenhöfte - Wunderburg                                          |
|      | Wardenburg       | Liste der Bodendenkmale in Wardenburg       |        |      | |
|      | Wildeshausen     | Liste der Bodendenkmale in Wildeshausen     |        |      | |
|      | Winkelsett       | Siehe Ortsteile                             |        |      | - Barjenbruch, Hackfeld, Harjehausen - Heitzhausen, Hölingen, Kellinghausen - Kieselhorst, Mahlstedt - Reckum - Rüdebusch, Spradau - Winkelsett - Wohlde |

Ortsteile in schwarzer Schrift weisen keine Bodendenkmale aus.